# Devet prvih petaka
Devet prvih petaka, također nazvana Čin zadovoljštine Presvetom Srcu Isusovu, katolička je pobožnost koja je nastala nakon Kristovih ukazanja u Paray-le-Monialu, u Francuskoj, o čemu je izvijestila sv. Margareta Marija Alacoque u 17. stoljeću. Rimokatolička Crkva u potpunosti je odobrila ovu pobožnost Presvetom Srcu i dano je nekoliko obećanja onima koji prakticiraju pobožnost devet prvih petaka.
Prema sv. Margareti Mariji Alacoque, postoji nekoliko Kristovih obećanja onima koji prakticiraju pobožnost devet prvih petaka:
„U obilju milosrđa Moga Srca, obećavam vam da će Moja svemoćna ljubav svima onima koji će se pričestiti prvi petak u mjesecu, devet mjeseci zaredom, dati milost konačnog pokajanja: oni neće umrijeti u Mojoj nemilosti, niti bez primanja sakramenata; i Moje će Srce biti njihovo sigurno utočište u tom posljednjem času."
Pobožnost se sastoji od nekoliko praksi koje se izvode u prve petke u mjesecu kroz devet uzastopnih mjeseci. Tih dana osoba treba prisustvovati misi i primiti svetu pričest. Po potrebi, treba se i ispovijediti. U mnogim katoličkim zajednicama, potiče se Sveti sat meditacije tijekom izlaganja Presvetog Sakramenta tijekom prvih petaka u mjesecu.

## Obećanja pobožnosti Presvetom Srcu Isusovu
```
*1. Dat ću im sve milosti koje su im potrebne u njihovu staležu.
*2. Unijet ću mir u njihove obitelji.
*3. Tješit ću ih u svim njihovim patnjama.
*4. Bit ću im sigurno utočište za života, a osobito na času smrti.
*5. Izlit ću obilje blagoslova na sve njihove pothvate.
*6. Grješnici će naći u mome Srcu izvor i beskrajno more milosrđa.
*7. Mlake će duše postati revne.
*8. Revne će se duše uzdići do velike savršenosti.
*9. Blagoslovit ću i kuće gdje bude izložena i čašćena slika moga Presvetog Srca.
*10. Svećenicima ću dati dar da taknu i najtvrdokornija srca.
*11. Imena onih koji budu širili ovu pobožnost bit će upisana u mome Srcu i neće se nikada izbrisati.
*12. Svima koji se budu pričestili na prvi petak tijekom devet mjeseci uzastopce obećavam milost pokore na samrti: oni neće umrijeti u mojoj nemilosti ni bez sakramenata. Moje će im Srce biti sigurno utočište u posljednjemu času.
[
4
]
```

## Liturgijska praksa
Marija od Božanskog Srca bila je redovnica iz Kongregacije Gospe od ljubavi Dobrog Pastira koja je zamolila papu Lava XIII., da cijeli svijet posveti Presvetom Srcu Isusovu. Godine 1889., papa Lav XIII. dopustio je svećenicima i biskupima diljem svijeta, da služe jednu jutarnju zavjetnu misu Presvetog Srca svakog prvog petka u mjesecu u crkvama, gdje su se održavale posebne pobožnosti Presvetom Srcu. Ovo dopuštenje zadržano je u Misalu iz 1962., koji ostaje ovlašteni liturgijski tekst za izvanredni oblik rimskog obreda prema uvjetima Summorum Pontificum pape Benedikta XVI.